# La Terre mourante
La Terre mourante (titre original : The Dying Earth) est un cycle de fantasy composé de romans et de nouvelles écrites par Jack Vance, faisant apparaître entre autres le héros Cugel.

## Éditions
La série est constituée des livres suivants :
1. Un monde magique, J'ai lu no 836, 1978 ((en) The Dying Earth, 1950)
2. Cugel l'astucieux, J'ai lu no 707, 1976 ((en) The Eyes of the Overworld, 1965)
3. Cugel saga, J'ai lu no 1665, 1984 ((en) Cugel saga, 1983)
4. Rhialto le merveilleux, J'ai lu no 1890, 1985 ((en) Rhialto the Marvelous, 1984)

L'ensemble de ces romans sont rassemblés dans une intégrale publiée d'abord par les Éditions Pygmalion en 2010, en deux volumes brochés, sous le titre La Terre mourante, puis reprise en un seul volume cartonné en 2021 par les Éditions Mnémos, assortie d'une carte en couleurs. Les traductions d'origine ont été révisées et complétées par Sébastien Guillot.

## L'univers
Les histoires prennent place dans un avenir lointain, où le vieux soleil risque de s'éteindre à tout moment, où gisent les ruines d'anciens empires, où la générosité, la gratitude et l'honneur ont fait place à l'égoïsme, l'extravagance et l'hédonisme.
La Terre est une planète étrange où rodent des monstruosités hybrides issues d'autres planètes et d'autres dimensions, sous un ciel sans Lune (qui a disparu depuis des éons), où il ne reste plus que quelques rares villes ou villages dont les habitants humains maintiennent des cultures et des traditions exotiques et surprenantes.
Des seigneurs et des magiciens mineurs se battent pour les connaissances et les reliques d'âges oubliés, tandis que des aventuriers sans scrupules luttent juste pour survivre, non sans un humour involontaire (le héros Cugel est l'un de ces derniers). La morale et l’espoir sont des notions qui ont disparu depuis des siècles.

## Prolongements par d'autres auteurs
- L'auteur Michael Shea a écrit aussi La Revanche de Cugel l'astucieux en 1974, une suite alternative à Cugel l'astucieux.
- Gene Wolfe dans Le Livre du nouveau soleil écrit sur un monde similaire qu'il a créé sous l'influence de l'œuvre de Jack Vance.
- George R. R. Martin et Gardner R. Dozois ont publié une anthologie hommage Chansons de la Terre mourante (Song of the Dying Earth) avec des auteurs comme Neil Gaiman, Dan Simmons, Robert Silverberg, Glen Cook...

## Influence sur les jeux de rôle
- Le système de magie de Donjons et Dragons (dans lequel un magicien mémorise des sorts depuis un livre, voit leur nombre limité selon leur puissance, et les oublie au moment où il les lance) est basé sur celui de la Terre Mourante.
- Un des dieux de la magie dans le panthéon par défaut de D&D est nommé Vecna (une anagramme de Vance).
- Certains sorts de D&D sont nommés d'après les livres, dont le jet prismatique.
- Un jeu de rôle officiel, Dying Earth est basé sur la série.